# Briana Scurry
Briana Colette Scurry, mais conhecida como Briana Scurry (Minneapolis, 7 de setembro de 1971), é uma futebolista norte-americana que atua como goleira.